# WXYZ-TV
WXYZ-TV（チャンネル7）は、アメリカ・ミシガン州デトロイトにあるABC加盟のテレビ局。CW加盟局WMYD（チャンネル20）と並んでE・W・スクリップス・カンパニーが所有している。両局はサウスフィールドの10マイル・ロード（10 Mile Road）にあるブロードキャスト・ハウス（Broadcast House）のスタジオを共有しており、そこにはWXYZ-TVの送信所も設置されている。

## 歴史

### ABC所有放送局

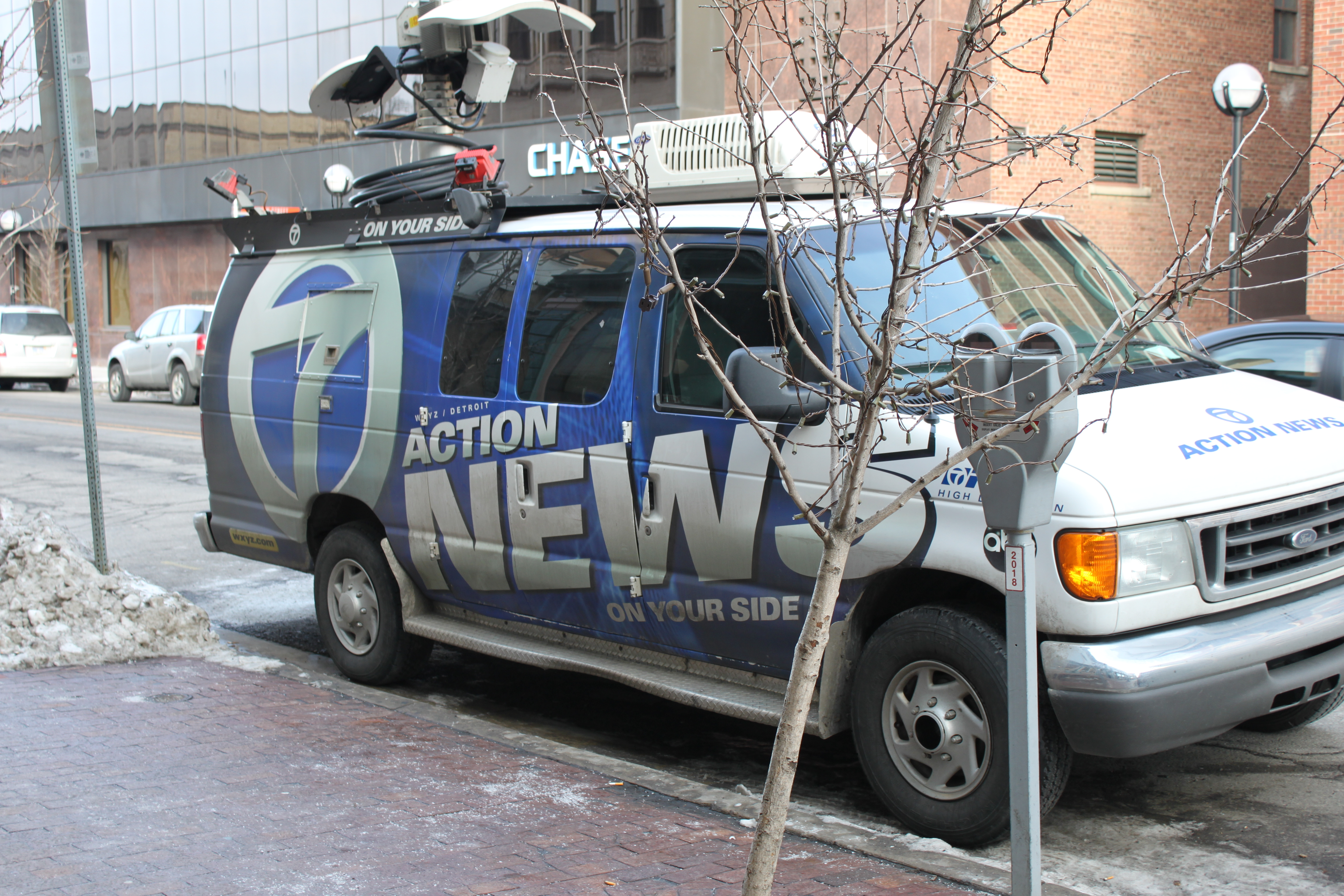
WXYZ-TV『Action News』リモートバン

WWJ-TV（チャンネル4、現：WDIV-TV）より1年以上遅れ、WJBK-TV（チャンネル2）より15日早かった1948年10月9日に、デトロイトとミシガン州の両方で2番目のテレビ局として10時間半の番組を放送する契約を初めて締結した。チャンネル7は、ABCが元々所有し運営していた5つのテレビ局のうち、ニューヨーク市のWABC-TVとシカゴのWLS-TVに次いで、サンフランシスコのKGO-TVとロサンゼルスのKABC-TVより先に契約した3番目のテレビ局でもあった。WXYZ-TVは、人気ラジオ番組『ローン・レンジャー』や『グリーン・ホーネット』を制作したABC所有のラジオ局WXYZ（1270 AM）から誕生した。WXYZラジオのパーソナリティであるディック・オズグッド（Dick Osgood）は、初回放送のホストだった。
WXYZ-TVは当初、デトロイト美術館の向かい、ミッドタウンのウッドワード・アベニューにあるマッカビーズ・ビルディングにあるスタジオから放送していた。1950年代に、WXYZラジオのパーソナリティを多数起用した、人気のある革新的な番組シリーズの制作を開始した。WXYZ-TVの成功は十分な収益をもたらし、当時苦境にあったABCネットワークや、ABC＝パラマウント・レコードを含む1950年代の他のABCベンチャーを財政的に支援するのに役立った。1959年に、WXYZのラジオ及びテレビ事業は全て、サウスフィールドのウェスト・テン・マイル・ロード20777番地（20777 West Ten Mile Road）にあるブロードキャスト・ハウスの新しい放送施設に移転し、テレビ事業はそこに残っている。同施設はかつて農場だった場所に建設され、3つのテレビ制作スタジオと、1人で保守できるエレベーターを備えた独自の自立型放送塔を備えていた。1962年にカラーでネットワーク番組の放送を開始し、1964年頃にはローカル番組とニュース番組をカラーで放送し始めた。
1978年までに、地元の視聴者数の点でアメリカで2番目に支配的なテレビ局だったが、これは間違いなく、ABCのプライムタイムの視聴率の優位性と、リードニュースアンカーのビル・ボンズを起用した『Channel 7 Action News』の継続的な成功によるものである。1979年、ABCはジャンヌ・フィンドレイター（Jeanne Findlater）をWXYZ-TVのゼネラルマネージャーに任命した。フィンドレイターは主要市場のテレビ局でその称号を保持した最初の女性だった。国境放送局の信号を無線で受信するには遠すぎるカナダのケーブルテレビプロバイダーのABC放送局として1983年からキャンコムシステムによって運営されたが、その後、シアトルの放送局KOMO-TVが太平洋標準時の代替としてキャンコムのサービスに追加された。

### E・W・スクリップス・カンパニーの放送局
1985年5月、デトロイトのラジオ局WJR（760 AM）とWHYT（96.3 FM、当初はWJR-FM、現：WDVD）を所有していたキャピタル・シティーズ・コミュニケーションズがABCの買収を発表した。当時の連邦通信委員会（FCC）の所有制限に従うために、新しいキャピタル・シティーズ/ABCは、WXYZ-TVか、両社が所有していたWJR、WHYT、またはABC所有のWRIF（101.1 FM、合併の一環として売却された旧WXYZ-FM）の3つのラジオ局のいずれかを売却する必要があった。ABCは1年前の1984年にWXYZ (AM)をラジオ局のゼネラルマネージャーであるチャック・フリッツに売却しており、フリッツはコールサインを「WXYT」に変更した。
1986年2月にFCCから合併の承認を得ると、新会社はWXYZ-TVとキャピタル・シティーズのタンパ放送局WFTS-TVをE・W・スクリップス・カンパニーに売却した。キャピタル・シティーズ/ABCは、ABCのニューヨーク市テレビ旗艦局とキャピタル・シティーズのフィラデルフィア支局に関する同様の要求が拒否された場合の緊急事態として、FCCの相互所有権規則の免除を通じて、WJR及びWHYTとチャンネル7を維持するつもりだった。当時、コジン・コミュニケーションズ（Cozzin Communications、スタンドアップコメディアンで俳優のビル・コスビーが所有する放送グループ）が、別の入札候補者として浮上した。ABCは衛星ニュース収集サービス「ABC NewsOne」の衛星アップリンクなど、WXYZ-TVの資産の一部を保持した。スクリップスの所有権の下、ABCネットワークとの提携を維持し、ABCの（元々）独自の「サークル7」ロゴを使用し続けた。
スクリップスは、デトロイトのケーブルプロバイダーがWXYZの人気をてこにして、スクリップスが所有するHGTVケーブルネットワークを伝送し、FCCの再送信同意規則を利用して、地元のケーブルシステムにHGTVの伝送を強制した。この規則では、必携規則に基づいてケーブルシステムで放送されるテレビ局は、ケーブルシステムに放送に対する補償を要求することができる。1993年2月にビル・ボンズがホストを務めた第1回『Town Meeting with President Bill Clinton（ビル・クリントン大統領とのタウンミーティング）』の開催地として選ばれた。クリントンは、WXYZ-TVのスタジオの視聴者だけでなく、衛星経由で他のテレビ局の視聴者からの質問にも答える予定だった。

#### 1994年の所属変更の影響
1994年5月23日、当時のCBS加盟局WJBK（チャンネル2）の所有者であるニュー・ワールド・コミュニケーションズは、フォックス・ブロードキャスティング・カンパニー（FOX）と提携契約を締結した。この契約によりFOXはWKBD-TV（チャンネル50）から追放され、CBSはWXYZ-TVを誘致しようとしたほか、クリーブランドの姉妹局WEWS-TVもCBSへの切り替えを支持してABCとの提携をやめ、WDIVは当時NBCと長期提携契約を結んでいたため、同ネットワークには選択肢がなかった。
1994年6月16日、スクリップスはWXYZ-TVとWEWS-TVをABCの加盟局として維持する長期契約を同ネットワークと結んだ（これらは現在もABC加盟局である）。この協定の条件として、タンパ-セントピーターズバーグのWTSP、フェニックスのKTVK、ボルチモアのWJZ-TVを含む他の都市のテレビ局は、これらの都市の競合するスクリップス所有の放送局（それぞれWFTS-TV、KNXV-TV、WMAR-TV）とABCとの提携を失うことになる。CBSは最終的にUHF独立局WGPR-TV（チャンネル62、現：WWJ-TV）と提携（その後買収）した。

#### 現在
WXYZ-TVは、いくつかのコミュニティサービスプロジェクトに積極的に参加している。1989年に優れたコミュニティサービスに対して全米テレビ芸術科学アカデミーから全米コミュニティサービス賞（National Community Service Award）を受賞した。WXYZ-TVは、セント・ビンセント・デ・ポール協会、オペレーション・キャン・ドゥ（Operation Can Do）、デトロイトで毎年開催される子供向け予防接種フェアなど、いくつかの慈善活動のパートナーである。2006年10月4日、ミシガン州のテレビ局としては初めて、またスクリップス所有局としては初めて高解像度でローカルニュース番組の放送を開始した。
WXYZ-TVはデトロイトで初めて地上波デジタル信号を送信するテレビ局となり、1998年9月29日にUHFチャンネル41で放送を開始した。連邦政府の命令によりアメリカのフルパワーテレビ局がアナログ放送からデジタル放送に移行した公式の日付である2009年6月12日に、VHFチャンネル7のアナログ信号を遮断した。デジタル信号は移行前のUHFチャンネル41で放送を続けた。PSIPの使用により、デジタルテレビ受信機は、仮想チャンネルをかつてのVHFアナログチャンネル7として表示する。WJBKは、移行後、デジタル信号にチャンネル7割り当てを使用し始めた。
3番目のデジタルサブチャンネルは当初、ブロードキャスト・ハウスのタワーカメラのビデオフィードを伝送していた。ごく最近では、かつては、気象レーダー、気温、ライブローカルレーダーをループするローカル気象チャンネル「Doppler7Weather」と、現在の状況と5日間のローカル予報を表示する「L-Bar」（The Local AccuWeather Channelや廃止されたNBCウェザー・プラスで使用されていたものと同様だが、どちらのネットワークからも独立して運営されていた）を搭載していた。2010年5月21日、同チャンネルは、WXYZ-MH 7.3とラベル付けされ、1.83 Mbit/sで7.2/ライブ・ウェル・ネットワークをサイマル放送するモバイルテレビ専用のチャンネル帯域幅を準備して利用するために削除された。WXYZ-TVは、WDIV-TVと共に、同年8月6日にモバイルDTVフィードを提供する最初のデトロイト放送局となった。
2012年7月12日、E・W・スクリップス・カンパニーはバウンスTVと提携契約を締結し、WXYZ-TVをデトロイトエリアのネットワーク加盟局とし、バウンスTVと提携する最初のスクリップス所有の放送局となった。

## サブチャンネル
信号は多重化されている。
| チャンネル | 解像度 | アスペクト比 | ショートネーム | 番組編成        |
| ---------- | ------ | ------------ | -------------- | --------------- |
| 7.1        | 720p   | 16:9         | WXYZ-HD        | ABC             |
| 7.2        | 480i   | 16:9         | WXYZ-BN        | バウンスTV      |
| 7.3        | 480i   | 16:9         | WXYZ_LF        | ラフ            |
| 7.4        | 480i   | 16:9         | WXYZ-CT        | コートTV        |
| 7.5        | 480i   | 16:9         | ShopLC         | ショップLC      |
| 20.1       | 720p   | 16:9         | WMYD-HD        | The CW（WMYD）  |
| 20.4       | 480i   | 16:9         | HSN            | HSN（WMYD-DT4） |

## 海外での姉妹放送局
- 広島ホームテレビ（ 日本・広島県、テレビ朝日系列） - 1998年に締結

## 参考資料
- Equity Media Holdings Corporation – RTN to Launch in Detroit
- Kiska, Tim (2005). From Soupy to Nuts!. Momentum Books. ISBN 978-1-879094-70-3
- Osgood, Dick. W*Y*X*I*E* Wonderland: An Unauthorized 50-Year Diary of WXYZ Detroit. Bowling Green University Press
- Kelly, John; Turner, Marilyn (1986). Good Morning Detroit: The Kelly & Co. Story. Contemporary Books. ISBN 0-8092-5093-4
- Powers, Ron (April 1978). The Newscasters: The News Business As Show Business. St. Martins Press. ISBN 0-312-57208-5